# 朱莉娅·加布里埃莱斯基
朱莉娅·加布里埃莱斯基（義大利語：Giulia Gabbrielleschi，1996年7月24日—），意大利女子游泳运动员，2017年世界游泳锦标赛混合团体5公里接力银牌得主、2019年世界游泳锦标赛混合团体5公里接力银牌得主、2022年世界游泳锦标赛女子5公里公开水域游泳和混合团体6公里接力铜牌得主。